# 诺基亚 Asha 201
诺基亚 Asha 201（中国大陆官方称诺基亚 2010）是诺基亚推出的一款Asha系列非智能手机，它使用Series 40 开发者平台 1.1和Nokia OS系统。Asha 201的待机时间达890小时，约合37天，这在诺基亚手机中是比较长的一款。